# Rona Anderson
Rona Anderson est une actrice écossaise née le 3 août 1926 à Édimbourg (Royaume-Uni), et morte à Hampstead en Londres le 23 juillet 2013.

## Filmographie
- 1948 : Sleeping Car to Trieste : Joan Maxted
- 1949 : Quel bandito sono io : Stellina
- 1949 : Poet's Pub : Joanna Benbow
- 1949 : Floodtide : Mary Anstruther
- 1950 : The Twenty Questions Murder Mystery : Mary Game
- 1950 : Torment : Joan
- 1951 : Whispering Smith Hits London (en) de Francis Searle : Anne
- 1951 : Home to Danger : Barbara
- 1951 : Scrooge : Alice
- 1953 : Noose for a Lady : Jill Hallam
- 1954 : Shadow of a Man : Linda Bryant
- 1954 : Circumstantial Evidence : Linda Harrison
- 1954 : A Time to Kill : Sallie Harbord
- 1954 : Double Exposure : Barbara Leyland
- 1954 : Black 13 : Claire
- 1954 : The Black Rider : Mary Plack
- 1955 : Stock Car : Katie Glebe
- 1955 : Little Red Monkey : Julia Jackson
- 1955 : The Flaw : Monica Oliveri
- 1956 : Soho Incident : Betty Walker
- 1956 : The Hideout : Helen Grant
- 1958 : The Solitary Child : Jean
- 1958 : Man with a Gun : Stella
- 1960 : No Wreath for the General (série TV) : Alison Campbell
- 1963 : The Bay of St. Michel : Pru Lawson
- 1965 : Orgie satanique (Devils of Darkness) : Anne Forest
- 1967 : River Rivals
- 1969 : Les Belles années de Miss Brodie (The Prime of Miss Jean Brodie) : Miss Lockhart
- 1970 : W. Somerset Maugham (TV) : Mrs. MacPhail
- 1970 : Bachelor Father (série TV) : Mary (1970)
- 1976 : Bill Brand (série TV) : Mrs. Marples
- 1989 : The Labours of Erica (série TV) : Myrna Burton